# Torre Busquets
Torre Busquets és un monument del municipi de Caldes d'Estrac (Maresme) declarat bé cultural d'interès nacional. Amb la Torre Verda limita el nucli de la Vila Vella, ja que cada una està situada a cada banda de la Vila Vella. Juntament amb la Torre dels Encantats (del segle xiii, al terme municipal d'Arenys de Mar) formaven la defensa davant les escomeses marítimes en l'època de pirateria.
La torre fa conjunt amb la masia de Can Busquets (segle XVII) i és envoltada d'un gran parc enjardinat.

## Descripció

### Torre
La Torre, també anomenada Torre de l'Olivera de la Pau, és una torre de defensa de planta cilíndrica de planta baixa i dos pisos. L'accés es fa travessant un petit pont de pedra que dona a la casa, a l'altura del primer pis, on hi ha la poterna, protegida per una espitllera. A l'alçada del segon pis hi ha una finestra que mira vers la riera. La part alta tenia una corsera, de la que només en queden les mènsules, on avui hi ha un arbre. Típica del segle xvi. Construïda amb pedra i morter de calç.

### Masia
La masia és unida a la torre mercès a un pont voladís a l'altura del primer pis. De construcció més tardana, en conjunt amb la Torre formen un dels nuclis més antics de la població. Datada la masia del segle xvii, consta de planta baixa i primera planta. La façana principal dona al carrer Major i presenta una porta amb arc de mig punt i dovella de pedra, de parets arrebossades, tot i respectar en algun racó el parament antic. Com a element decoratiu cal destacar unes torxes de pedra d'inspiració medieval a banda i banda de la porta principal.
La masia fou comprada pels actuals propietaris després de la Guerra Civil Espanyola. Per això es va posar en nom seu dos habitatges del carrer Major que formen part de la masia coneguda com a Ca n'Arboix.
El jardí de la finca està disposat en terrasses escalonades per salvar els desnivells, i presenta baranes de rajola de formes geomètriques.

## Història
La primera notícia històrica de Can Busquets que es té, data del 25 de febrer de 1586 quan el Consell de Barcelona, del que depenia Caldes, autoritzà a Joan Busquets a construir una "torre rodona per poder-se defensar dels moros i altres enemics". La masia és posterior i data del segle xvii.